# Koror (miasto)
Koror – miasto w Palau. Najbardziej zaludnione miasto w kraju, liczące w 2008 roku 11,2 tys. mieszkańców. Ośrodek administracyjny okręgu Koror oraz główny ośrodek handlowy i usługowy Palau (do 2006 roku stolica kraju), połączony mostem z wyspą Babeldaob. W mieście znajduje się muzeum narodowe.